# Evangelička Crkva u Njemačkoj
Evangelička crkva u Njemačkoj (njemački: Evangelische Kirche in Deutschland, skraćeno EKD) je savez 20 luteranske, ujedinjene (pruska unija) i reformirane (kalvinističke) protestantske crkvenih regionalne u Njemačkoj. EKD nije crkva u teološkom razumijevanju zbog denominacijskih razlika. Međutim, crkve članice (Gliedkirchen) dijele puno propovjedničko i oltarsko zajedništvo.EKD ima članstvo od 24.832 milijuna župljana ili 30,2% od njemačkog stanovništva (stanje iz 31. prosinca 2007).  Članstvo je opalo na 24.515 milijuna župljana ili 29,9% do kraja 2008.
Samo jedna crkva članica (Evangelička Reformirana Crkva) nije ograničena samo na određenom području. Na određeni način, a druge članice crkve podsjećaju na biskupije anglikanske ili rimokatoličke crkve iz organizacijske točke gledišta. Međutim, crkve članice EKD su neovisne s vlastitom teološkom i formalnom organizacijom. Većina članica crkava imaju na čelu (saveznih država) biskupa. Jedan od regionalnih lidera se bira za predsjednika Vijeća (Ratsvorsitzender) u EKD od Sinode i konferencije crkava. Sve regionalne crkve EKD su ujedno i članovi Zajednice protestantskih crkava u Europi.

## Ime
Njemački pojam evangelisch ovdje točnije odgovara širem izrazu Protestant, a ne na užem evanđeoskih (na njemačkom se kaže evangelikal), iako Evangelička luteranska crkva u Americi, Evangelička luteranska crkva u Kanadi i Evangelička luteranska crkva u Engleskoj koriste izraz na isti način kao i njemačke crkve. Doslovno, evangelisch znači "evanđeoska", označavajući protestantsku reformaciju i naglasak na Lutherovo načelo "Sola Scriptura ".

## Povijest
Od mira u Augsburgu godine 1555. do kraja Prvog svjetskog rata i sloma Njemačkog carstva, neke protestantske crkve bile su državne crkve. Svaka Landeskirche  (regionalna crkva) bila je službena crkva u jednoj od država u Njemačkoj, dok je njen vladar je bio formalna glava crkve (npr. Kralj Pruske na čelu Evangeličke crkve Pruske u starijima provincijama kao vrhovni guverner), slično poput britanskog monarha u ulozi Engleske Crkve.
To se promijenilo donekle s rastućim vjerskim slobodama u 19. stoljeću, posebice u tri republikanske države Bremen,  Lübeck i Hamburg. Najveća promjena je došao nakon njemačke revolucije s formacijom Weimarske Republike i zanemarivanja knezova njemačkih država. Sustav državnih crkava nestao je s tim istim monarhijama, i postojala je želja protestantskih crkava za spajanjem. U stvari, spajanje je bilo trajno pod raspravom, ali nikada nije ostvareno zbog jakog regionalnog samopouzdanja i tradicije, kao i konfesionalne fragmentacije u luteranske, reformirane i ujedinjenje crkve. Tijekom revolucije, kada su stare crkvene vlade izgubile vlast, Narodna Crkvena Unija (Volkskirchenbund) je osnovana s ciljem zagovaranja ujedinjenja, bez odnosu na teološke tradicije i povećanje utjecaja laika Međutim, Narodna Crkvena Unija se brzo podijelila uzduž teritorijalnim linijama nakon poboljšanja odnosa crkava s vladom.
To se shvatilo da jedna glavna protestantska crkva za svu Njemačku je nemoguća i da bilo koja unija treba federalni model. Crkve su se sastale u Dresdenu 1919 i stvorile plan za saveza, a taj plan je usvojen 1921. u Stuttgartu. Tada je godine 1922. njih 28 teritorijalno definiranih protestantskih crkava osnovalo je Njemački Evangeličku crkvenu uniju (Deutscher Evangelischer Kirchenbund). U to vrijeme, Federacija je najveća protestantska crkvena zajednica u Europi s oko 40 milijuna članova. Budući da je to bila Unija neovisnih tijela, rad crkvene unije je ograničen na strane misije i odnose s protestantskim crkvama izvan Njemačke, a posebice njemačkima protestantima u drugim zemljama.
U srpnju 1933., Njemačka Evangelička Crkva (Deutsche Evangelička Crkva, Dek) je formirana pod utjecajem njemačkih kršćana. Nacionalni socijalisti mnogo su utjecali nad odlukama prvog Nacionalnog sinoda,  putem svog nedvosmislenog djelovanja u uspješnoj potpori Ludwiga Müllera za položaj Reichbiskupa. On nije uspio, međutim, prevladati nad Landeskirchen u dugom roku, a nakon instalacije Hannsa Kerrla kao ministra za crkvena pitanja u Führerovoj uredbi od 16. srpnja 1935 i osnivanjem protestantske crkve Reicha, DEK više ili manje nije igrao neku daljnju ulogu.
Godine 1948, oslobođen iz njemačkih kršćana 'utjecaj, u Luteranske, Reformirane i Sjedinjene crkve okupili su se kao Evangelička crkva Njemačke na konferenciji u Eisenachu. Godine 1969, crkve u Istočnoj Njemačkoj odvojile su se od EKD i formirali Ligu crkava reformacijske baštine u Demokratskoj Republici Njemačkoj (njemački: Bund der Evangelischen Kirchen in der DDR, BEK). U lipnju 1991, nakon ujedinjenja Njemačke, BEK spojio s EKD.
Iako članovi više nisu osnovane crkve, one se još uvijek zove Landeskirchen, a neke imaju taj izraz u svojim službenim nazivima.  Osim nekih manjih izmjena, teritoriji članica crkava i danas odražavaju njemačku političku organizaciju u godini 1848, s državnim crkvama za države ili pokrajine koje više ne postoje. Na primjer, između 1945 i 1948, preostalih šest crkvenih pokrajina (Kirchenprovinzen), svaka teritorijalno obuhvaćajući jednu od starih pruskih pokrajina, unutar Evangeličke crkve stare pruske unije pretpostavljao je neovisnost kao posljedica otuđenosti među njima za vrijeme nacističke borbe među crkavama. Ovo je okrenuloo Evangeličku crkvu stare-pruske unije u puki kišobran, koja je i sama član EKD, ali pokriva nekaregionalna crkvena tijelima, koja su opet i sami članovi EKD. Zaređenje žena se prakticira u svim 22 crkvama članicama s mnogim ženama je zaređenima u posljednjih nekoliko godina. Postoji također i nekoliko ženskih biskupa. Margot Kässmann, bivša biskupica Evangeličke luteranske crkve u Hannoveru i predsjednica Vijeća EKD od 2009 do veljače 2010, bila je prva žena na čelu EKD.  Blagoslov istospolnih zajednica se prakticira u 10 zemaljskih crkava.

## Članice
Krovna Evanđeoske crkve u Njemačkoj čine 20 regionalne crkve, dvije reformirane (kalvinističke), devet 11 Luteranskih i ujedinjene ( luteranske i reformirane). Ta se tijela se zovu Landeskirchen ("Regionalne Crkve")   iako u većini slučajeva, njihovi teritoriji ne odgovaraju trenutnim saveznim državama, nego bivša vojvodstvima i Izbornim jedinicama i pokrajinama ili spajanem istih.
1. Evangelička Crkva Anhalta, ujedinjena crkva u Anhaltu
2. Evangelička Crkva u Badenu, ujedinjena crkva u Badenu
3. Evangelička luteranska Crkva Bavarske,  luteranska crkva u in Bavarskoj
4. Evangelička Crkva Berlin-Brandenburg-Šleska i Gornja Lužica  , ujedinjena crkva nastala 2004 spajanjem sljedećih crkava:
  - Evangelička Crkva u Berlin-Brandenburgu
  - Evangelička Crkva Šleska-Gornja Lužica
5. Evangelička luteranska Crkva u Baunschweigu,  luteranska crkva u Brauschweigu
6. Evangelička Crkva Bremena, ujedinjena crkva u Bremenu
7. Evangelička-Luternska Crkva Hanovera, luteranska Crkva Hanovera
8. Protestant crkva u Hessenu i Nassauu, ujedinjena crkva u Hessenu i Nassauu
9. Evangelička Crkva of Hesse Electorate-Waldeck, a ujedinjena crkva u bivšem Hessen-Casselu i Waldecku
10. Crkva u Lippeu, reformirana crkva u Lippeu
11. Evangelička luteranska Crkva u Norddeutschland (Evangelische Lutherische Kirche in Norddeutschland)
  - Sjeverna Elbijska Evangelička luteranska Crkva, luteranska Crkva u Njemačkoj
  - Evangelička luteranska Crkva Mecklenburga, luteranska crkva u Mecklenburgu
  - Pomeranska Evangelička Crkva, ujedinjena crkva u Pomeraniji
12. Evangelička Crkva u Srednjoj Njemačkoj, ujedinjena crkva nastala 2009 spajanjem crkava : 
  - Evangelička Crkva Saske
  - Evangelička Crkva u Tiringiji
13. Evangelička luteranska Crkva u Oldenburgu, a luteranska Crkva u Oldenburgu
14. Evangelička Crkva Falačke, ujedinjena crkva u Falačkoj
15. Evangelička Crkva u Porajnju, ujedinjena crkva u Porajnju
16. Evangelička-Lutheranska Crkva Saske,  luteranska Crkva u Saskoj
17. Evangelička luteranska Crkva od Schaumburg-Lippea (Evangelisch-Lutherische Landeskirche Schaumburg-Lippe),  luteranska Crkva u Schaumburg-Lippeu
18. Evangelička Crkva Westphalije,  ujedinjena crkva u Westfaliji
19. Evangelička-luteranska Crkva u Württembergu,  kuteranska Crkva u Württembergu
20. Evangelička Reformirana crkva u Bavarskoj i sjevernoj Njemačkoj,   Reformirana crkva, pokriva teritorije br. 3, 5, 7, 11, 13, 14, 18, i 19

Moravska Crkva i Federacija evangeličkih reformiranih kongregacija su pridruženi članovi.